# Lloyd Ulyate
Lloyd Ulyate (* 1927; † 2004) war ein US-amerikanischer Jazz- und Studiomusiker (Posaune, Bassposaune).

## Leben und Wirken
Ulyate war ab den 1940er-Jahren in der Studioszene Hollywoods beschäftigt wie in den Orchestern von David Rose, Nelson Riddle, Billy May, Henry Mancini, Percy Faith, Jerry Fielding, Max Steiner, Alfred Newman, John Williams, Victor Young, Jerry Goldsmith, Bernhard Hermann, Elmer Bernstein, Franz Waxman und Igor Strawinsky. Ab Mitte der 1950er-Jahre bis in dir frühen 1990er-Jahre wirkte er auch bei zahlreichen Film-Soundtracks mit, wie bei der Musik zu In 80 Tagen um die Welt, Rio Bravo, Gesprengte Ketten, Der weiße Hai, Flucht von Alcatraz und Zurück in die Gegenwart – Star Trek IV.
Ulyate spielte u. a. in Studiobands und Orchestern als Begleitmusiker u. a. von Ike Carpenter, Kay Starr, Sammy Davis Jr./Dave Cavanaugh, Mel Tormé, Dean Martin,  Anita O’Day/Buddy Bregman, Toni Harper, Jack Teagarden, Ella Fitzgerald (...Sings the Cole Porter Song Book),  Nellie Lutcher, Bing Crosby, Frances Faye, Louis Armstrong/Russell Garcia und Mitzi Gaynor. Außerdem wirkte Ulytae in dieser Zeit bei Aufnahmen von Red Nichols, Russel Garcia (The Complete Porgy and Bess, 1956), Jack Costanzo, Dick Cathcart, Gus Bivona, Earl Bostic und von George Roberts/Frank DeVol mit. In den 1960er- und 1970er-Jahren wirkte er bei Studioproduktionen, u. a. mit Billy Eckstine, Sarah Vaughan, Nat King Cole/George Shearing, Chuck Slagle, Earl Hines, Dizzy Gillespie, Lawrence Welk & Johnny Hodges, Tutti Camarata, Sérgio Mendes, Michael Franks, Michel Legrand, Bob Thiele und Gabe Baltazar mit. In den 1990er-Jahren spielte er in den Studioorchestern von Ray Anthony und Ralph Carmichael. Im Bereich des Jazz war er zwischen 1947 und 2000 an 153 Aufnahmesessions beteiligt.